# Tina Joemat-Pettersson
Tina Joemat-Pettersson, född Joemat den 16 december 1963 i Kimberley, Norra Kapprovinsen, död 5 juni 2023 i Rondebosch, Kapstaden, var en sydafrikansk politiker som var minister för energi och mineraltillgångar 2014–2017. Före det var hon 2009–2014 jordbruks-, skogsbruks- och fiskeriminister.
Hon var gift med den svenske affärsmannen Thorvald Pettersson (d. 2006), med vilken hon hade två söner.